# Борздов, Владимир Михайлович
 Борздо́в Влади́мир Миха́йлович —  (родился 12 января 1954 года, г.Рига , Латвия) — Профессор кафедры физической электроники и нанотехнологий, доктор физико-математических наук.

### Биография
Родился 12 января 1954 года в г. Риге в семье военнослужащего.
В 1976 г. окончил факультет радиофизики и электроники БГУ, где прошел путь от младшего научного сотрудника до профессора. В 1986 г. защитил диссертацию на соискание ученой степени кандидата физико-математических наук по специальности 05.27.01 – твердотельная электроника и микроэлектроника. В 1988 г. утвержден в ученом звании доцента. В 1999 г. защитил диссертацию на соискание ученой степени доктора физико-математических наук по специальностям 01.04.07 – физика твердого тела, 05.27.01 – твердотельная электроника, микроэлектроника и наноэлектроника. В 2003 г. присвоено ученое звание профессора.

### Научная деятельность
Является научным руководителем научно-исследовательской лаборатории Материалов и приборных структур микро- и наноэлектроники. Под его руководством выполнено более 20 научно-исследовательских работ (№ ГР 20061221 № ГР 20061213 № ГР 20061219) в рамках Государственной научно-технической программы «Белэлектроника», Государственных программ ориентированных фундаментальных исследований «Электроника» и «Наноматериалы и нанотехнологии», Межвузовских программ фундаментальных исследований «Низкоразмерные системы», «Наноэлектроника», а также отдельных проектов, финансируемых БРФФИ и выполняемых по базовому финансированию БГУ.
В 2006 г. в составе авторского коллектива сотрудников НИИ ПФП с научной работой «Моделирование технологических процессов и приборных структур микро- и наноэлектроники» стал лауреатом премии им. А.Н.Севченко.
На факультете радиофизики и электроники БГУ ведет большую учебно-методическую работу. Являлся руководителем коллектива, разработавшего Образовательный стандарт Республики Беларусь по специальности 1-31 04 03 Физическая электроника. Входил в состав редакционной коллегии IV тома «Физика» избранных научных трудов БГУ.
Являлся членом экспертных советов Государственной программы фундаментальных исследований РБ «Электроника» и Межвузовской программы фундаментальных исследований «Низкоразмерные системы». В настоящее время является членом экспертного Совета ВАК Республики Беларусь, членом Совета Д 02.01.10 по защите диссертаций на соискание ученых степеней при БГУ, членом Ученого совета факультета радиофизики и электроники, заместителем заведующего кафедрой физической электроники и нанотехнологий, членом редколлегии журнала «Электроника», а также входит в ряд оргкомитетов международных научно-технических конференций.
Был делегатом Первого съезда ученых Республики Беларусь, проходившем в ноябре 2007 г. В 2009 г. выдвигался от БГУ на вакансию члена-корреспондента Национальной Академии Наук Республики Беларусь по специальности «Физика нано- и микросистем».

### Награды
- Почетная грамота Белгосуниверситета
- Почетная грамота Министерства образования Республики Беларусь.
- По итогам конкурса 2002 г. была назначена стипендия Президента Республики Беларусь деятелям науки, образования, культуры, здравоохранения и молодым ученым.

### Научные интересы
1. численное моделирование электрофизических свойств и электрических характеристик приборов микро- и наноэлектроники;
2. наноструктурные материалы наноэлектроники и наноприборы;
3. физика отказов элементов и приборных структур СБИС и УБИС.

### Преподаваемые дисциплины
1. Основы радиоэлектроники;
2. Моделирование физических процессов в микро- и наносистемах;
3. Моделирование приборов интегральной электроники и наноэлектроники.

### Основные публикации
Опубликовал более 200 научных работ, изданы 2 монографии, 12 учебно-методических пособий, в том числе курс лекций и ученое пособие с грифом Министерства образования Республики Беларусь.
Монографии:
1. Борздов В.М., Комаров Ф.Ф. Моделирование электрофизических свойств твердотельных слоистых структур интегральной электроники. Мн: БГУ, 1999. 235 с.
2. Борздов В.М., Жевняк О.Г., Комаров Ф.Ф., Галенчик В.О. Моделирование методом Монте-Карло приборных структур интегральной электроники. Мн: БГУ, 2007. 175 с.

## Основные учебные пособия
1. Борздов В.М. Основы радиоэлектроники. Курслекций. Минск: БГУ, 2002. 196 с.
2. Борздов В.М., Новик Г.М., Сетун А.Н. Основы радиоэлектроники. Лабораторныйпрактикум. Минск: БГУ, 2002. 116 с.
3. Борздов В.М., Жевняк О.Г., Сетун А.Н. Основы радиоэлектроники. Лабораторный практикум. Минск: БГУ, 2010. 151 с.
4. Борздов В.М., Новик Г.М., Сетун А.Н. Элементая база электроники. Лабораторный практикум. Минск: БГУ, 2005. 93 с.
5. Андреев А.Д., Борздов В.М. Валиев А.А., Дитковский В.М., Жевняк О.Г. Методические указания к лабораторным работам по курсу “Физика МДП-структур”. Минск: БГУ, 1996. 33 с.
6. Борздов В. М., Лабуда А.А., Новик Г.М., Сетун А.Н. Полупроводниковая электроника. Лабораторныйпрактикум. Ч.2. Минск: БГУ, 2000. 50 с.

## Статьи в зарубежных и переводных журналах
1. Vrubel M.M., Borzdov V.M. Effect of an electric field on the resonant-transmission coefficient in double-barrier quantum structures // Semiconductors. Vol. 28, N 10, 1994. P. 1023–1025.
2. Borzdov V.M., Komarov F.F., Petrovich T.A., Vrubel M.M., Zhevnyak O.G. Effect of temperature and electron concentration on the effective polarizability of 2DEG in the silicon inversion layer for surface roughness scattering // Physica Status Solidi. Vol. 83, N 2, 1994. P. K47-K49.
3. Borzdov V.M., Zhevnyak O.G. Komarov F.F. Effect of electron–electron scattering on carrier transport in the n channel of a submicron silicon MOS field-effect transistor: Monte Carlo study // Semiconductors. Vol. 29, N 2, 1995. P. 95–98.
4. Vrubel M.M., Borzdov V.M. Influence of stationary electric field on the energy spectrum of multisubband quantum well: from quantum confined Stark shift to Wannier-Stark quantization // Physica B. Vol.215, 1995. P. 201-204.
5. Borzdov V.M., Komarov F.F., Petrovich T.A. Effective polarizability of 2DEG in silicon inversion layer for ionized impurity scattering at low temperatures // Physica Status Solidi. Vol. 188, N 2, 1995. P. K5-K8.
6. Borzdov V.M., Vrubel M.M., Mulyarchic S.G., Homich A.V. Application of Monte Carlo simulation to study of scattering effect in self-consistent optical model of double-barrier resonant tunneling diode // Phys. Low-Dim. Struct. N 7, 1997. P. 67–72.
7. Borzdov V.M., Komarov F.F., Homich A.V., Zhevnyak O.G. Monte Carlo simulation of impurity and surface roughness scattering effect on nonstationary hot electron transport in GaAs quantum Wire // Phys. Low-Dim. Struct. N 10, 1997. P. 63–69.
8. Borzdov V.M., Galenchik V.O., Komarov F.F. A self-consistent Monte Carlo simulation of high field electron transport in Si-inversion layer with including electron-electron scattering // Phys. Low-Dim. Struct. N 5/6, 1998. P. 73–78.
9. Borzdov V.M., Galenchik V.O. Simulation of electron transport in Si inversion layer at high sheet charge carrier density // Phys. Low-Dim. Struct. Vol. 3/4, 2000. P. 19–25.
10. Borzdov V.M., Galenchik V.O., Komarov F.F., Kosina H., Zhevnyak O.G. Monte Carlo study of the relative frequency of scattering processes in Si-inversion layers // Phys. Low-Dim. Struct. N 5/6, 2003. P. 99–108.
11. A. D. Andreev, V. M. Borzdov, A. A. Valiev, O. G. Zhevnyak and F. F. Komarov. Influence of the doping level and the temperature on electron mobility in the n channel of an MOS field-effect transistor // Journal of Engineering Physics and Thermophysics, 1998, Volume 71, Number 1, Pages 111-114.
12. V. M. Borzdov, O. G. Zhevnyak, S. G. Mulyarchik and A. V. Khomich. Monte Carlo simulation of the electron drift velocity in a one-dimensional GaAs quantum wire // Technical Physics Letters, 1997, Volume 23, Number 2, Pages 98–99.
13. V. A. Pilippenko, V. M. Malofeev, V. N. Ponomar', A. N. Mikhnyuk and V. M. Borzdov. Modeling of the Morphology of Aluminum Films before and after Different Kinds of Thermal Treatment // Journal of Engineering Physics and Thermophysics, 2003, Volume 76, Number 4, Pages 858-863.
14. A. D. Andreev, V. M. Borzdov, A. A. Valiev, O. G. Zhevnyak and F. F. Komarov. Hybrid Model of Thermostabilization of the Drain Current in n Channel MOS Transistors // Journal of Engineering Physics and Thermophysics, 2003, Volume 76, Number 4, Pages 864-867.
15. V. M. Borzdov, O. G. Zhevnyak, F. F. Komarov and A. V. Khomich. Monte Carlo simulation of electron heating in a one-dimensional GaAs-quantum conductor // Journal of Engineering Physics and Thermophysics, 1997, Volume 70, Number 2, Pages 224-227.
16. V. M. Borzdov, S. G. Mulyarchik and A. V. Khomich. Monte Carlo calculation of the low-temperature mobility of two-dimensional electrons in a quantum well in a selectively doped GaAs-based heterostructure // Technical Physics Letters, 1997, Volume 23, Number 12, Pages 935-937.
17. M. M. Vrubel’, V. M. Borzdov and F. F. Komarov. Effect of the width of the spacer layers on the size of the bistability region in the current-voltage characteristics of two-barrier tunnel resonance diodes // Technical Physics Letters, 1997, Volume 23, Number 11, Pages 823-824.
18. V. M. Borzdov and T. A. Petrovich. Monte Carlo simulation of the low-temperature mobility of two-dimensional electrons in a silicon inversion layer // Semiconductors, 1997, Volume 31, Number 1, Pages 72–75.
19. V. M. Borzdov, N. P. Boreiko, V. O. Galenchik, O. G. Zhevnyak and F. F. Komarov. Calculation of the gate current due to injection of hot electrons into the subgate oxide of a submicrometer mos field-effect transistor // Journal of Engineering Physics and Thermophysics, 1998, Volume 71, Number 3, Pages 532-535.
20. D.V. Pozdnyakov, V.M. Borzdov, F.F. Komarov. Calculation of current–voltage characteristics of gallium arsenide symmetric double-barrier resonance tunneling structures with allowance for the destruction of electron-wave coherence in quantum wells// Semiconductors. 2004. Vol.38. No. 9. P. 1061–1064.
21. A.V. Borzdov, D.V. Pozdnyakov, V.O. Galenchik, V.M. Borzdov, F.F. Komarov. Self-consistent calculations of phonon scattering rates in the GaAs transistor structure with one-dimensional electron gas // Physica Status Solidi (b). 2005. Vol. 242. No. 15. P. R134–R136.
22. D.V. Pozdnyakov, V.O. Galenchik, V.M. Borzdov, F.F. Komarov, O.G. Zhevnyak. The ionized impurity and surface roughness scattering rates of electrons in semiconductor structures with one-dimensional electron gas and broadened energy levels // Phys. Low-Dim. Struct. 2006. No. 1. P. 19–24.
23. D.V. Pozdnyakov, V.O. Galenchik, F.F. Komarov, V.M. Borzdov. Electron transport in armchair single-wall carbon nanotubes // Physica E: Low-Dim. Syst. Nanostr. 2006. Vol.33. No. 2. P. 336–342.
24. D. Pozdnyakov, V. Galenchik, A. Borzdov, V. Borzdov, F. Komarov. Influence of scattering processes on electron quantum states in nanowires// Nanoscale Res. Lett. 2007. Vol.2. No.4. P.213–218.